# Philippe Gaumont
Philippe Gaumont (Amiens, 22 febbraio 1973 – Arras, 17 maggio 2013) è stato un ciclista su strada e pistard francese.
Professionista dal 1994 al 2004, fu medaglia di bronzo ai Giochi della XXV Olimpiade nella cronometro a squadre.

## Carriera
Ha vinto la Gand-Wevelgem nel 1997.
È stato coinvolto in un grave scandalo di doping con tutta la sua squadra Cofidis. A seguito della vicenda ha scritto un libro intitolato "Prigioniero del doping".
Colpito da infarto nell'aprile 2013, il 13 maggio viene dichiarato in stato di morte cerebrale. È scomparso il 17 maggio 2013 presso l'ospedale di Arras (Francia)

## Palmarès

### Strada
- 1992

Classifica generale Tour de la Somme
- 1994

5ª tappa Tour du Poitou-Charentes
Classifica generale Tour du Poitou-Charentes
- 1996

Classifica generale Quatre Jours de Dunkerque
1ª tappa Tour de l'Oise
Classifica generale Tour de l'Oise
La Côte Picarde
- 1997

Gand-Wevelgem
3ª tappa Quatre Jours de Dunkerque
- 1998

1ª tappa Grand Prix du Midi Libre

### Pista
- 2000

Campionati francesi, Inseguimento individuale
Campionati francesi, Inseguimento a squadre
- 2002

Campionati francesi, Inseguimento individuale

## Piazzamenti

### Grandi Giri
- Giro d'Italia

1995: ritirato
- Tour de France

1997: 139º
1998: ritirato (10ª tappa)
2003: 124º
- Vuelta a España

1997 : ritirato
1998 : ritirato

### Classiche monumento
- Milano-Sanremo

1997: 146º
2001: 34º
2003: 90º
- Giro delle Fiandre

1996: 38º
2003: 49º
- Parigi-Roubaix

1996: 22º
1997: 21º
2001: ritirato
2003: 36º

### Competizioni mondiali
- Campionati del mondo su pista

Manchester 2000 - Inseguimento a squadre: 3º
Ballerup 2002 - Inseguimento individuale: 9º
- Giochi olimpici

Barcellona 1992 - Cronosquadre: 3º
Sydney 2000 - Inseguimento individuale: 5º